# Nöykis

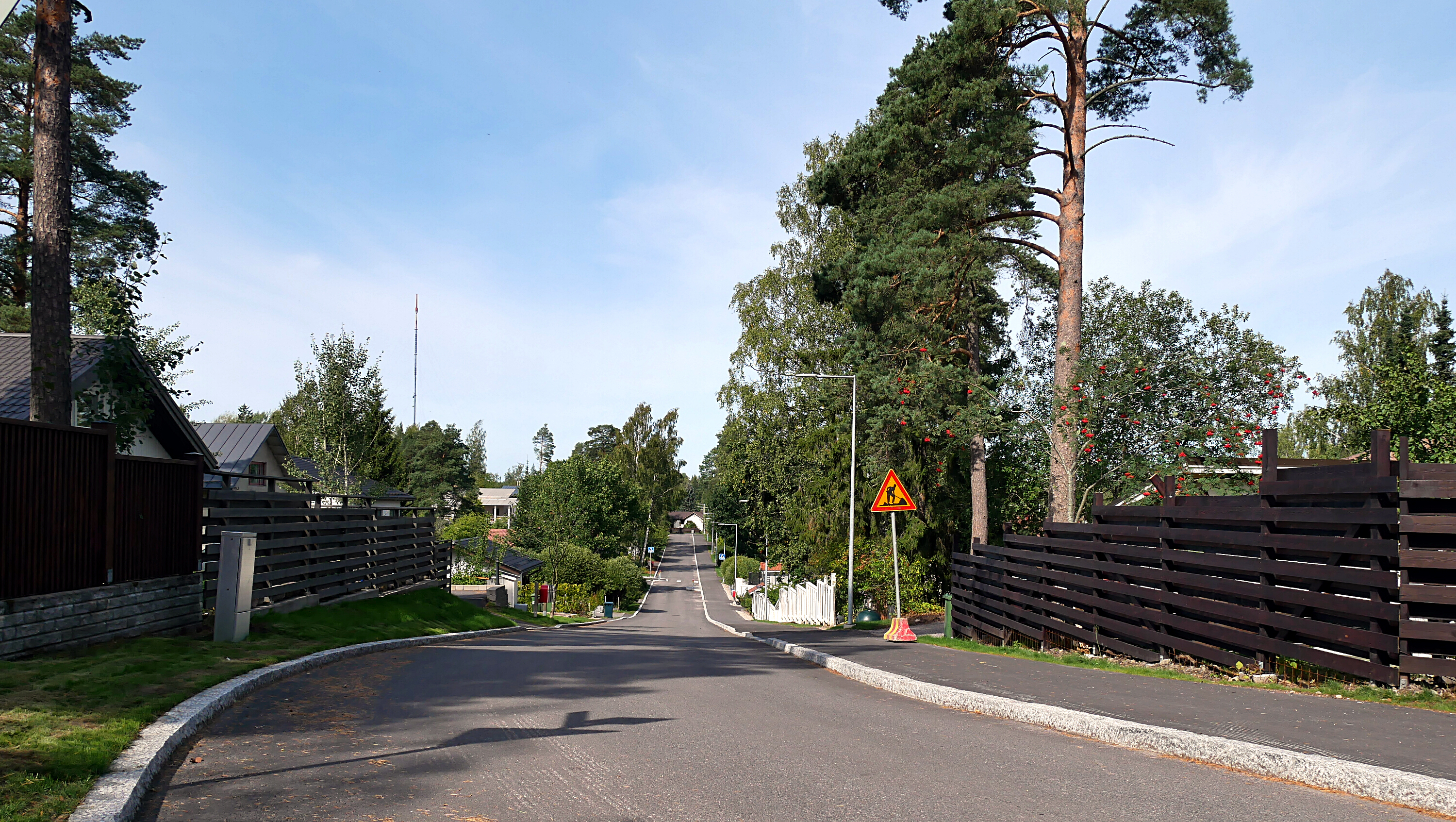
Gata i Nöykis

Nöykis (finska: Nöykkiö) är en stadsdel i Esbo stad och hör administrativt till Stor-Esbovikens storområde. 
Nöykis är ett småhusområde som expanderat under senare tid. De traditionellt stora villatomterna har blivit mindre då tomter delats och ytterligare bebyggts. 
Namnet Nöykis kommer från namnet Nöjkäng som nämns på kartor från mitten av 1700-talet. Det finska namnet Nöykkiö togs i bruk på 1940-talet av inflyttade finskspråkiga.